# Denkaosan Kaovichit
Denkaosan Kaovichit, znany też jako Denkaosan Singwangcha, taj: เด่นเก้าแสน เก้าวิชิต (ur. 23 sierpnia 1976 na Ko Samui) – tajski bokser, były zawodowy mistrz świata organizacji WBA w kategorii muszej (do 112 funtów).
Karierę rozpoczął w 1996. Wygrał pierwsze dwadzieścia walk i 12 października 2002 stanął przed szansą zdobycia tytułu mistrza świata federacji WBA w kategorii muszej, przegrał jednak przez techniczny nokaut w jedenastej rundzie z Erikiem Morelem.
Po wygraniu kolejnych dwudziestu walk z mało znanymi bokserami, kolejny raz walczył o tytuł mistrza świata WBA w kategorii muszej. 4 listopada 2007 zremisował z Takefumi Sakatą. Japończyk leżał na deskach już w pierwszej rundzie, natomiast Tajowi na trzydzieści sekund przed końcem ostatniej, dwunastej rundy został odjęty punkt za przytrzymywanie.
31 grudnia 2008, po pięciu kolejnych zwycięstwach, ponownie zmierzył się z Sakatą i tym razem już w drugiej rundzie znokautował Japończyka i zdobył pas mistrzowski.
26 maja 2009, w pierwszej obronie tytułu, pokonał niejednogłośną decyzją sędziów Japończyka Hiroyuki Hisatakę. 6 października tego samego roku pokonał decyzją większości sędziów kolejnego Japończyka, Daiki Kamedę. 7 lutego 2010 doszło do walki rewanżowej tych pięściarzy – tym razem lepszy okazał się Kameda, który pokonał Taja jednogłośnie na punkty i odebrał mu pas mistrzowski.